# Terbinafin
Terbinafin ist ein Arzneistoff, der als Antimykotikum verwendet wird. Es handelt sich dabei um ein Allylamin-Derivat.

## Anwendung
Der Wirkstoff kann topisch oder systemisch angewendet werden und wird hauptsächlich äußerlich zur Behandlung von Fußpilz und innerlich zur Behandlung von Nagelpilz (Onychomykose) verwendet. Er ist ein Standardtherapeutikum bei schwerwiegenden Onychomykosen und Dermatomykosen.

## Wirkung
Terbinafin hemmt die Ergosterol-Synthese in der Pilzzellmembran. Durch die Inhibition der Squalenepoxidase blockiert Terbinafin die Umwandlung von Squalen in (S)-Squalen-2,3-epoxid, dem Vorläufer von Ergosterol. Daraus resultieren eine Squalenanreicherung und ein Ergosterolmangel der Zellmembran.
Im Gegensatz zu Itraconazol, das die Umwandlung von Lanosterol in Ergosterol blockiert, wirkt Terbinafin damit früher im Syntheseweg. Letztlich blockieren beide Präparate jedoch die Bildung der Zellmembran von Pilzen, für die Ergosterol ein essentieller Bestandteil ist.

## Handelsnamen
Monopräparate
Amiada (D), Amisan (A), Amykal (A), Domain (D), Fungizid-ratiopharm extra (D), Helvepidin (CH), Lamisil (D, A, CH), Mayfung (A), Myconormin (D, A, CH), Octosan (D), Pedibene (A), Tineafin (CH), Lamicosil (E), zahlreiche Generika (D, A, CH)